# Запрутье (Курская область)
Запрутье — деревня в Курчатовском районе Курской области. Входит в Костельцевский сельсовет.

## География
Деревня находится на реке Прутище, в 46 километрах к юго-западу от Курска, в 21 километрах севернее районного центра — города Курчатов, в 1 км от центра сельсовета — села Костельцево.
Климат
В деревнe Запрутье умеренный (влажный) континентальный климат без сухого сезона с тёплым летом (Dfb в классификации Кёппена).
| Показатель                                                                   | Янв. | Фев. | Март | Апр. | Май  | Июнь | Июль | Авг. | Сен. | Окт. | Нояб. | Дек. | Год  |
| ---------------------------------------------------------------------------- | ---- | ---- | ---- | ---- | ---- | ---- | ---- | ---- | ---- | ---- | ----- | ---- | ---- |
| Средний суточный максимум, °C                                                | −4,1 | −3,2 | 2,6  | 12,9 | 19,1 | 22,4 | 25   | 24,3 | 18   | 10,4 | 3,3   | −1,2 | 10,8 |
| Средняя температура, °C                                                      | −6,2 | −5,7 | −0,9 | 8,1  | 14,5 | 18,1 | 20,7 | 19,8 | 13,8 | 7,2  | 1,1   | −3,1 | 7,3  |
| Средний суточный минимум, °C                                                 | −8,6 | −8,7 | −5   | 2,6  | 8,9  | 12,8 | 15,7 | 14,7 | 9,6  | 3,9  | −1,2  | −5,3 | 3,3  |
| Норма осадков, мм                                                            | 51   | 45   | 48   | 51   | 63   | 71   | 76   | 55   | 58   | 58   | 48    | 49   | 673  |
| Источник: Погода по месяцам c ru.climate-data.org(дата обращения: Июнь 2021) |      |      |      |      |      |      |      |      |      |      |       |      |      |

## Население
| 1979 | 2002 | 2010 |
| ---- | ---- | ---- |
| 230  | ↘89  | ↘60  |

## Транспорт
Запрутье находится в 20 км от автодороги регионального значения 38К-017 (Курск — Льгов — Рыльск — граница с Украиной), в 3 км от автодороги межмуниципального значения 38Н-362 (38К-017 — Николаевка — Ширково), на автодороге 38Н-365 (38Н-362 — Костельцево — Запрутье), в 18 км от ближайшей ж/д станции Конышёвка (линия Навля — Льгов I).